# Slowenische Sprache
Slowenisch (slowenisch slovenščina [slɔˈʋeːnʃtʃina] oder slovenski jezik [slɔˈʋeːnski ˈjɛːzik]) ist eine Sprache aus dem slawischen Zweig (siehe südslawische Sprachen) der indogermanischen Sprachen.
Die Sprache wird mit einer eigenen Variante des lateinischen Alphabets (latinica), dem slowenischen Alphabet, geschrieben.
Die Wissenschaft, die sich mit dem Slowenischen befasst, heißt Slowenistik.

## Bezeichnung
Die Sprecher bezeichnen sich selbst als Slovenci, ihre Sprache als slovenščina, was nicht verwechselt werden sollte mit Slovenčina, der Eigenbezeichnung der slowakischen Sprache. Die slowakische Bezeichnung für das Slowenische ist Slovinčina, die slowenische für das Slowakische Slovaščina.
Die frühere, wertneutrale deutsche Bezeichnung lautete „Windisch“, doch ist dieser Begriff heute auf Grund seines Missbrauchs seit dem 20. Jahrhundert umstritten (siehe auch Windischentheorie).

## Sprachverwandtschaft
Die slowenische Sprache und der kajkavische Dialekt der kroatischen Sprache ähneln sich in vielerlei Hinsicht, da es sich beim kajkavischen kroatischen Dialekt um einen offensichtlichen und fließenden Übergang des Slowenischen in das Kroatische handelt.
Vermutlich lässt sich durch Karantanien und die Awaren (6.–8. Jahrhundert) auch eine engere Verbindung mit dem Slowakischen herleiten (das Reich Samos: heutiges Gebiet Mähren, Niederösterreich und Südwestslowakei). So findet man beispielsweise im Slowenischen und Slowakischen ähnliche Elemente des Altslawischen. Oft werden die Wörter für „Slowenisch“ und „Slowakisch“ verwechselt: Die Slowenen nennen ihre Sprache Slovenščina, die Slowaken ihre Slovenčina. Auf Slowenisch bedeutet Jaz govorim slovensko ‚Ich spreche slowenisch‘, wobei Slovensko auf Slowakisch ‚Slowakei‘ bedeutet. Während und nach der Zeit Karantaniens und der Awarenmark (Alpenslawen) nannten die Slawen sich selbst Slovani oder Slovanci, was der Grund dieser Ähnlichkeiten sein könnte.

## Geschichte

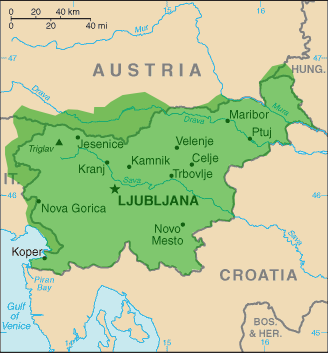
Slowenisches Sprachgebiet heute

Historisch ist das Slowenische im Fürstentum Karantanien und in der südlich davon gelegenen Carniola entstanden. Diese Gebiete wurden unter Karl dem Großen mit der Awarenmark als Grenzmark gegen die Awaren geschützt.
In Karantanien herrschten die später so bezeichneten Alpenslawen und eine Zeit lang vermutlich auch Awaren, die restliche Bevölkerung setzte sich aus den eingewanderten slawischen Volksstämmen, romanisierten Kelten (Norikern) und zugezogenen Römern zusammen. Zum einen findet man in verschiedenen slowenischen Dialekten Überbleibsel dieser Spracheinflüsse. Zum anderen lässt sich durch die an Karantanien angrenzende Awarenmark – und spätere Spaltung der südlichen Westslawen durch die Ungarn (Trennung der südlichen Westslawen in Tschechen, Slowaken und Slowenen) – auch eine gewisse Verwandtschaft mit den westslawischen Sprachen Tschechisch und Slowakisch herleiten. Eine sprachliche Differenzierung der slawischen Sprachen lässt sich jedoch noch nicht beobachten. Trotz Dialektunterschieden konnten sich Leute aus den unterschiedlichen Teilen des slawischen Sprachgebietes miteinander verständigen. Die Alpenslawen sind also nicht als die frühen Slowenen aufzufassen, sondern als die schwer abgrenzbare slawischen Gruppe von der Donau bis zur Adria, aus der die Slowenen später hervorgingen.

### Mittelalter

#### Ursprünge
Als Ursprung der Slowenen wird das Fürstentum Karantanien genannt. Die genaue Lage des Samo-Reiches und Karantaniens ist jedoch bis heute umstritten. Da für das heutige Tschechien und die Slowakei für einen Zeitraum von 150 Jahren (633/658–791) überhaupt keine schriftlichen Quellen verfügbar sind und auch Slowenen über Jahrhunderte als Winden oder Windische bezeichnet wurden, bleibt vieles nur Vermutungen überlassen. Der Name Slovenci ‚Slowenen‘ ist erstmals erst in der Vorrede des Katechismus von Primož Trubar im Jahr 1550 belegt, und da verstand Trubar die Slovenci nur als Sprachgemeinschaft und nicht im Sinn des heutigen Nationsbegriffs.

#### Politische Gemengelage
Im Jahre 811 verfügte Kaiser Karl der Große, dass die Drau als Diözesangrenze zwischen dem Bistümern Salzburg und Aquilea zu gelten habe. Damit wurde entschieden, wer für die Christianisierung der ansässigen überwiegend slawischen Bevölkerung zuständig war. Um 896 wurden die Stämme der südlichen Westslawen durch die Landnahme der Magyaren in der pannonischen Tiefebene in Tschechen und Slowaken einerseits sowie Slowenen andererseits getrennt. Mitte des 10. Jahrhunderts wurde durch den Sieg des Königs und späteren Kaisers Otto I. in der Schlacht auf dem Lechfeld (bei Augsburg) der Weg frei für die Ostkolonisation des Heiligen Römischen Reiches. Das im Norden des heutigen Slowenien und in den nördlich davon liegenden Gebieten entstandene Karantanien wurde in das Ostfränkische Reich eingegliedert. Daraus entwickelten sich bis zum 11. Jahrhundert nach und nach die Herzogtümer Kärnten und Steiermark. Die Markgrafschaft Krain, deren Gebiet man heute als slowenisches Kernland bezeichnen kann, gehörte nicht zum Fürstentum Karantanien, sondern zur Carniola. Auch dieses Gebiet kam zusammen mit Teilen des von Karl dem Großen eroberten Langobardenreiches an das Heilige Römische Reich.

#### Zeugnisse

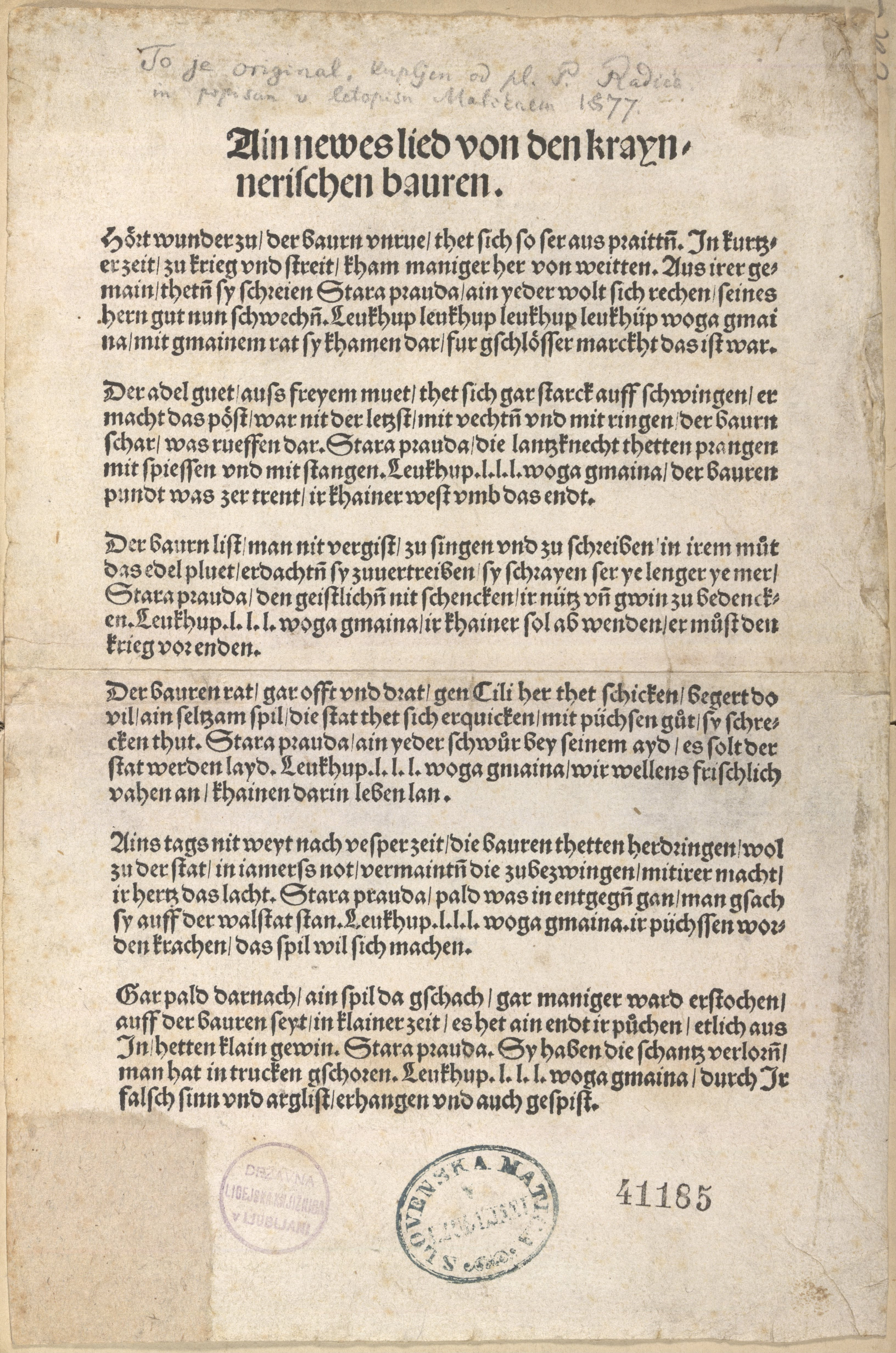
Ain newes lied von den kraynnerischen bauren: Schmählied von 1515 zum Windischen Bauernkrieg, verlegt bei Singriener; slowenische Einsprengsel

Slowenisch war bis ins 20. Jahrhundert eine zweitrangige Sprache, und insbesondere aus dem Mittelalter sind nur sehr wenige Handschriften überliefert:
- In der Zeit um 1000 n. Chr. entstanden die Brižinski spomeniki ‚Freisinger Denkmäler‘. Sie gelten als die frühesten slowenischen Textdokumente und wurden im bayerischen Freising gefunden. Die drei homiletischen und liturgischen Schriften waren wahrscheinlich ein bischöfliches Handbuch.[7]
- Zwischen 1362 und 1390 entstand in Rateče (dt. ‚Ratschach‘) die Klagenfurter Handschrift mit drei Gebeten.
- 1428–1440 entstand die Sitticher Handschrift mit Gebeten und Musterpredigten.
- Ca. 1440 entstand die Kranjski Rokopis mit weltlichen Eidesformeln.
- Die Starogorski rokopis ist fast identisch mit der Klagenfurter Handschrift, obgleich sie deutlich später und in einiger Entfernung zu ihr im Görzerischen entstand. Als Zeitfenster werden 1450–1520 sowie 1492–1498 angegeben.[8]
- 1459–1508 entstand die Černjejski Rokopis, eine dreisprachige Spendenliste in Latein, Italienisch und Slowenisch.

Auch einzelne slowenische Einsprengsel in deutschen und italienischen Texten legen Zeugnis vom mittelalterlichen Slowenisch ab, unter anderem bei Ulrich von Liechtenstein, Oswald von Wolkenstein und in einem von Singriener verlegten Flugblatt.

### Entstehung der Schriftsprache
Die Übersetzung des Neuen Testaments durch den Reformator Primož Trubar (veröffentlicht 1582) sowie der gesamten Bibel durch Jurij Dalmatin 1584 legten die Grundlage für die moderne slowenische Schriftsprache, die in den slowenischen Kernländern der Krain, Kärntens und der Untersteiermark kanonisch wurde. Dazu parallel entwickelten sich außerhalb dieser Länder auf Grundlage der jeweiligen örtlichen Mundart zwei weitere Schriftsprachen: das Prekmurische im Königreich Ungarn, das bis ins 20. Jahrhundert in Gebrauch stand, und das kleine, jedoch bis heute in Gebrauch stehende Resianische.

### Sprachreformen des 19. Jahrhunderts
Im 19. Jahrhundert entwickelte sich eine puristische (Germanismen entfernende) Sprachform, wobei Wortschatzentlehnungen gezielt aus anderen slawischen Sprachen erfolgten. Der Philologe und als Politiker Hauptvertreter des Illyrismus Ljudevit Gaj wollte in der ersten Hälfte des 19. Jahrhunderts alle südslawischen Sprachen unter einer politischen Führung zusammenbringen, doch die große Mehrheit der slowenischen Intellektuellen lehnte diesen Illyrismus ab.
In dieser Zeit erfuhr das Slowenische zudem eine literarische Blüte durch France Prešeren.
Die heutige Rechtschreibung mit den aus dem Tschechischen entlehnten Buchstaben č, š und ž wurde im Wesentlichen Mitte des 19. Jahrhunderts festgelegt.
Die Kodifizierung der slowenischen Sprache erfolgte durch die Grammatiker Stanislav Škrabec und Fran Ramovš um die Jahrhundertwende zum 20. Jahrhundert.

### Emanzipation
Bereits zu Zeiten der Donaumonarchie wurden im 19. Jahrhundert die Sprachwissenschaftler Franz Xaver Ritter von Miklosich (slow. Fran(c) Miklošič) und Jernej Kopitar (dt. Bartholomäus Kopitar) zu Vätern der slowenischen Sprache. Nach der Gründung des Königreichs der Serben, Kroaten und Slowenen wurde 1919 die Universität Ljubljana gegründet. Andererseits gab es den Versuch, mit den Serben und Kroaten eine gemeinsame „jugoslawische“ Schriftsprache zu schaffen. Sowohl die Veitstags-Verfassung von 1921 als auch die dekretierte Verfassung von 1931 nennen als nationale Amtssprache Jugoslawiens die serbokroatoslowenische Sprache (srpsko-hrvatsko-slovenski jezik). Als 1929 das Königreich Jugoslawien ausgerufen wurde, fürchteten die slowenischen Intellektuellen um das Slowenische und gründete 1938 eine eigene slowenische Akademie der Wissenschaften und Künste.
Während der Besetzung Sloweniens im Zweiten Weltkrieg durch die Achsenmächte (Deutschland/Italien/Ungarn) 1941–1945 unterdrückten diese den Gebrauch der slowenischen Sprache.
Mit der Gründung des sozialistischen Jugoslawiens 1945 wurde Slowenisch – neben Mazedonisch und Serbokroatisch mit seinen beiden Schriftvarianten Kroatisch und Serbisch – erstmals zu einer gleichberechtigten Staatssprache. Seit der Unabhängigkeit Sloweniens 1991 ist es dessen alleinige Amtssprache.

## Geographische Verteilung und offizieller Status
Ungefähr zwei Millionen Menschen in Slowenien sprechen Slowenisch als Muttersprache, wo sie ebenfalls Amtssprache ist. Seit dem 1. Mai 2004 ist Slowenisch auch eine der Amtssprachen in der Europäischen Union. Darüber hinaus wird es noch in Teilen Österreichs, insbesondere in Kärnten (Kärntner Slowenen) und in Italien (Gebiet um Görz, Resia-Tal, Kanaltal, Collio, Triest) sowie in Teilen Westungarns (Komitat Vas) als Muttersprache gesprochen.
Im Census 2001 in Österreich gaben rund 18.000 Menschen Slowenisch als Muttersprache an.
Eine Besonderheit ist das Resianische, ein slowenischer Dialekt in Friaul, der eine eigene Schriftsprache entwickelt hat.

### Dialekte und Soziolekte
Da das slowenische Sprachgebiet durch die Jahrhunderte selten eine politische Einheit bildete und darüber hinaus die verschiedenen Täler bzw. Regionen durch die gebirgige Topographie voneinander isoliert waren, bildeten sich zahlreiche sehr unterschiedliche Mundarten heraus. Diese lassen sich in sieben Gruppen zusammenfassen.
Kärntner Slowenisch
slowenisch: Koroško
Der Kärntner Mundartenzweig des Slowenischen greift über die heutigen Grenzen Kärntens hinaus. Er wird auf dem Gebiet des bis 1918 existierenden Herzogtums Kärnten gesprochen (welches den heute gemischtsprachigen Teil Kärntens, das obere Kanaltal um Tarvis sowie das Mießtal umfasst). Zusätzlich ist das kärntnerisch-slowenische in der Gemeinde Rateče (Ratschach), einem Ort der Oberkrain (Gorenjska), sowie im untersteirischen Drautal verbreitet.
Es lässt sich gliedern in
- Jauntaler Slowenisch (Podjuna)
- Rosentaler Slowenisch (Rož)[14][15]
- Gailtaler Slowenisch (Zilja)

Steirer Slowenisch
slow. štajersko
Oberkrainerisch
slow. gorenjsko
Unterkrainerisch
slow. dolenjsko
Primorsko
In der Primorska, dem Küstenland
Prekmurščina
Im Prekmurje (Übermurgebiet)
Rovtarsko
Prleško
In der Region Prlekija (in der slowenischen Steiermark)
Für die geographische Ausdehnung der verschiedenen Dialekträume siehe: Karte der slowenischen Mundarten

## Phonetik und Phonologie
Slowenisch hat ein Phoneminventar aus 21 Konsonanten und 8 Vokalen.

### Vokale
Nach der traditionellen Beschreibung war Vokallänge im Slowenischen phonologisch distinktiv, d. h. bedeutungsunterscheidend. Nach dieser Beschreibung hatte Slowenisch die Vokale /a/, /i/, /u/, /ɛ/ und /ɔ/ – jeweils lang und kurz, sowie /eː/ und /oː/ – nur lang und /ə/ – nur kurz.
Nach neueren Analysen ist für die Mehrheit der Sprecher die Vokallänge nicht mehr phonologisch distinktiv, und nach der derzeit gängigen Analyse sind betonte Vokale lang und unbetonte kurz. Alle Vokale können betont und unbetont vorkommen, doch unbetontes /e/ und /o/ kommen nur in wenigen Wortformen vor (zum Beispiel in bo „wird“, ein Hilfsverb zur Bildung des Futurs).
|                  | vorne | vorne | fast vorne | fast vorne | zentral | zentral | fast hinten | fast hinten | hinten | hinten |
| ung.             | ger.  | ung.  | ger.       | ung.       | ger.    | ung.    | ger.        | ung.        | ger.   |        |
| geschlossen      | i     |       |            |            |         |         |             |             |        | u      |
| fast geschlossen |       |       |            |            |         |         |             |             |        |        |
| halbgeschlossen  | e     |       |            |            |         |         |             |             |        | o      |
| mittel           |       |       |            |            | ə       | ə       |             |             |        |        |
| halboffen        | ɛ     |       |            |            |         |         |             |             |        | ɔ      |
| fast offen       |       |       |            |            |         |         |             |             |        |        |
| offen            | a     |       |            |            |         |         |             |             |        |        |

### Konsonanten
|                       | Bilabial | Bilabial | Labiodental | Labiodental | Dental | Dental | Alveolar | Alveolar | Palatoalveolar | Palatoalveolar | Palatal | Palatal | Velar | Velar | Labiovelar | Labiovelar |
| --------------------- | -------- | -------- | ----------- | ----------- | ------ | ------ | -------- | -------- | -------------- | -------------- | ------- | ------- | ----- | ----- | ---------- | ---------- |
| Nasal                 | m        | m        |             |             | n      | n      |          |          |                |                | ɲ       | ɲ       | ŋ     | ŋ     |            |            |
| Plosiv                | p        | b        |             |             | t      | d      |          |          |                |                |         |         | k     | ɡ     |            |            |
| Affrikate             |          |          |             |             |        |        | ts       | dz       | tʃ             | dʒ             |         |         |       |       |            |            |
| Frikativ              |          |          | f           |             |        |        | s        | z        | ʃ              | ʒ              |         |         | x     |       | ʍ          | ʍ          |
| Approximant           |          |          | ʋ           | ʋ           |        |        |          |          |                |                | j       | j       |       |       | w          | w          |
| Lateraler Approximant |          |          |             |             |        |        | l        | l        |                |                | ʎ       | ʎ       |       |       |            |            |
| Tap                   |          |          |             |             |        |        | ɾ        | ɾ        |                |                |         |         |       |       |            |            |

Alle stimmhaften Obstruenten werden am Wortende sowie vor stimmlosen Obstruenten völlig entsonorisiert, ähnlich wie bei der Auslautverhärtung, d. h., sie werden stimmlos, außer sie werden unmittelbar von einem Wort gefolgt, das mit einem Vokal oder einem stimmhaften Konsonanten beginnt.
slad [slaːt] „Malz“, sladkor [ˈslaːtkoɾ] „Zucker“ (Entsonorisierung)
grad gori [ɡɾaːd ɡɔˈɾiː] „die Burg brennt“ (keine Entsonorisierung)
Stimmlose Obstruenten werden vor stimmhaften Obstruenten ebenfalls stimmhaft (regressive Kontaktassimilation):
les [leːs] „Holz“, les gori [leːz ɡɔˈɾiː] „das Holz brennt“
Die Konsonanten /s/, /z/ und /ts/ werden vor /ʃ/, /ʒ/, /tʃ/ und /dʒ/ zu [ʃ], [ʒ] bzw. [tʃ].
Der Nasal /n/ wird vor /k/, /ɡ/ und /x/ zum Velarnasal [ŋ].
Die Konsonanten /m/ und /n/ werden vor /f/ und /ʋ/ beide zu [ɱ].
Der Konsonant /⁠ʋ⁠/ hat mehrere Allophone:
- vor Vokalen: [⁠ʋ⁠]
- am Silbenende bzw. vor Konsonanten: [⁠u⁠]
- am Silbenanfang vor einem stimmhaften Konsonanten: [⁠w⁠]
- am Silbenanfang vor einem stimmlosen Konsonanten: [⁠ʍ⁠]

Die Präposition v „in“ wird stets mit dem nachfolgenden Wort verbunden und ihre phonetische Realisierung folgt den oben beschriebenen Regeln für /⁠ʋ⁠/.

### Betonung und Töne

#### Darstellung ohne Töne
Nach den meisten modernen Beschreibungen des Slowenischen handelt es sich nicht um eine Tonsprache, es werden nur Vokallänge und Betonung unterschieden. Dieses System wird auch an slowenischen Schulen und Hochschulen unterrichtet. Historisch betrachtet ist diese Variante innovativ und beruht auf den Entwicklungstendenzen der Randdialekte.
Jeder lange Vokal wird automatisch betont, und in Wörtern ohne Langvokale fällt die Betonung auf die letzte Silbe. Die einzige Ausnahme ist das Schwa, das immer kurz ist und auch dann betont werden kann, wenn es nicht in der letzten Silbe auftritt. Die Betonung kann auf jede Silbe des Wortes fallen. Einige zusammengesetzte Wörter haben mehrere betonte Silben.
Im Allgemeinen wird die Betonung und die Vokallänge in der geschriebenen Sprache nicht gekennzeichnet. In wissenschaftlichen Darstellungen, Wörterbüchern u. ä. werden zur Kennzeichnung der Betonung drei Diakritika verwendet: der Akut ´ für lange geschlossene Vokale, der Zirkumflex ^ für lange offene und der Gravis ` für kurze offene Vokale:
| péti  | [ˈpeːti] | „singen“                    | pêti  | [ˈpɛːti]  | „fünfter“                 |
| svét  | [ˈsveːt] | „Welt“                      | svèt  | [ˈsvɛt]   | „Rat“                     |
| móra  | [ˈmoːɾa] | „er muss“                   | môra  | [ˈmɔːɾa]  | „Albtraum“                |
| otròk | [ɔˈtɾɔk] | „Kind“ (Nominativ Singular) | otrók | [ɔˈtɾoːk] | „Kinder“ (Genitiv Plural) |

#### Darstellung als Tonsprache
In älteren Beschreibungen wird Slowenisch meist so wie Serbokroatisch als Tonsprache dargestellt. Dieses System ist das konservativere und beruht auf den zentralen Dialekten, wozu u. a. Ljubljana gehört, aber auch das Kärntner Slowenisch. Selbst Gebildeten sind die Tonunterschiede jedoch meist nicht bewusst. Im Gegensatz zum Serbokroatischen gibt es im Slowenischen auch in einsilbigen Wörtern Tonunterschiede.
Zur Kennzeichnung der Töne werden vier Diakritika verwendet: der Akut é für lange und hohe Silben, der Bogendachakzent (kopfstehende Breve) ȇ bzw. der Zirkumflex ê für lange fallende Silben, der Gravis è für kurzes steigendes Schwa und der Doppelgravis ȅ für kurze fallende Silben. Geschlossenes /e/ und /o/ werden zusätzlich mit einem Unterpunktakzent ẹ markiert, um sie von den offenen /ɛ/ und /ɔ/ zu unterscheiden.
| lípo | „Linde“ (Akkusativ Singular)    | lîpo | „Linde“ (Instrumental Singular)    |
| múlo | „Maultier“ (Akkusativ Singular) | mûlo | „Maultier“ (Instrumental Singular) |
| vẹ́ro | „Glaube“ (Akkusativ Singular)   | vệro | „Glaube“ (Instrumental Singular)   |

### Beispiele
| Laut in IPA | Rechtschreibung | Beispiel in IPA | Schreibweise | Bedeutung   |
| ----------- | --------------- | --------------- | ------------ | ----------- |
| /⁠i⁠/         | i               | [iˈmeːti]       | iméti        | „haben“     |
| /⁠e⁠/         | e               | [ˈseːdəm]       | sédem        | „sieben“    |
| /⁠ɛ⁠/         | e               | [ˈɾɛːtʃi]       | reči         | „sagen“     |
| /⁠ə⁠/         | e               | [səm]           | sem          | „(ich) bin“ |
| /⁠a⁠/         | a               | [abɛˈtseda]     | abecéda      | „Alphabet“  |
| /⁠ɔ⁠/         | o               | [ˈɔːknɔ]        | ôkno         | „Fenster“   |
| /⁠o⁠/         | o               | [ˈoːpitsa]      | ópica        | „Affe“      |
| /⁠u⁠/         | u               | [ˈulitsa]       | ulica        | „Straße“    |

| Laut in IPA | Rechtschreibung | Beispiel in IPA | Schreibweise | Bedeutung                |
| ----------- | --------------- | --------------- | ------------ | ------------------------ |
| /⁠m⁠/         | m               | [ˈmiːsliti]     | mísliti      | „denken“                 |
| /⁠b⁠/         | b               | [bɛˈseːda]      | beséda       | „Wort“                   |
| /⁠p⁠/         | p               | [pɔˈmoːtʃ]      | pomóč        | „Hilfe“                  |
| /⁠f⁠/         | f               | [fant]          | fànt         | „Junge“                  |
| /⁠ʋ⁠/         | v               | [ˈʋɔda]         | vôda         | „Wasser“                 |
| /⁠ʍ⁠/         | v               | [ʍˈʃeːtʃ]       | všéč         | „gefällig“               |
| /⁠w⁠/         | v               | [wˈʒigálnik]    | vžigálnik    | „Feuerzeug“              |
| /u̯/         | v               | [ˈstau̯ba]       | stávba       | „Gebäude“                |
| /⁠n⁠/         | n               | [nɔˈʋiːtsɛ]     | novíce       | „Nachrichten“            |
| /⁠d⁠/         | d               | [ˈdanəs]        | dánes        | „heute“                  |
| /⁠t⁠/         | t               | [tip]           | tip          | „Art“                    |
| /⁠ts⁠/        | c               | [tsʋeːt]        | cvét         | „Blume“                  |
| /⁠dz⁠/        | dz*             | [ˈkodzbɛk]      | Kócbek       | (Familienname)           |
| /⁠s⁠/         | s               | [sʋeːt]         | svét         | „Welt“                   |
| /⁠z⁠/         | z               | [ˈzɾeːlo]       | zrélo        | „reif“                   |
| /⁠l⁠/         | l               | [ˈliːpa]        | lípa         | „Linde“                  |
| /⁠ʎ⁠/         | lj              | [ljubéːzən]     | ljubézen     | „Liebe“                  |
| /⁠ɾ⁠/         | r               | [ɾɔkenˈɾɔl]     | rokenròl     | „Rock’n’roll“            |
| /⁠tʃ⁠/        | č               | [tʃasɔˈpis]     | časopís      | „Zeitung“                |
| /⁠dʒ⁠/        | dž              | [ˈdʒezʋa]       | džézva       | „Gerät zum Kaffeekochen“ |
| /⁠ʃ⁠/         | š               | [ˈʃoːla]        | šóla         | „Schule“                 |
| /⁠ʒ⁠/         | ž               | [ʒiuˈljɛːɲɛ]    | življènje    | „Leben“                  |
| /⁠ɲ⁠/         | nj              | [ˈɲɛɡa]         | njèga        | „ihn“                    |
| /⁠ŋ⁠/         | n(+k/g)*        | [ˈzaŋka]        | zánka        | „Schlinge“               |
| /⁠j⁠/         | j               | [ˈjabɔlkɔ]      | jábolko      | „Apfel“                  |
| /⁠k⁠/         | k               | [kmɛt]          | kmèt         | „Bauer“                  |
| /⁠ɡ⁠/         | g               | [ɡɾaːt]         | grad         | „Burg“                   |
| /⁠x⁠/         | h               | [ˈxiʃa]         | híša         | „Haus“                   |

* Kommt nicht am Wortanfang vor.

## Grammatik
Slowenisch ist eine flektierende Sprache. Die Beziehung des Wortes zum Satz wird hauptsächlich durch Flexion ausgedrückt. Daraus ergibt sich eine sehr freie Satzstellung. Üblich ist jedoch, wie im Deutschen, die Reihenfolge Subjekt-Prädikat-Objekt.
Als Besonderheit existiert neben Singular und Plural der Dual (Zweizahl, dvojina) für Nomina und Verben. Diese Form wurde in fast allen anderen slawischen (und indogermanischen) Sprachen zugunsten der Pluralform aufgegeben. Beispiele: „grem“ (ich gehe), „greva“ (wir zwei gehen), „gremo“ (wir alle gehen) oder „klobuk“ (ein Hut), „klobuka“ (zwei Hüte) oder „klobuki“ (mehr als zwei Hüte) oder „klobukov“ (ab fünf ist das Genitiv vom Substantiv im Plural). Umgangssprachlich und dialektal wird der Dual zugunsten des Plurals manchmal vernachlässigt.

### Morphologie

#### Nomen
Nomen werden durch Deklination nach Fall, Zahl und Geschlecht markiert. Diese drei Eigenschaften werden gemeinsam durch eine entsprechende Endung ausgedrückt, die meist einsilbig, jedoch manchmal auch zweisilbig ist, eine Nullendung ist ebenfalls möglich.

##### Fälle
Im Slowenischen sind von den acht urindogermanischen Fällen sechs erhalten:
1. Nominativ (Imenovalnik)
2. Genitiv (Rodilnik)
3. Dativ (Dajalnik)
4. Akkusativ (Tožilnik)
5. Lokativ (Mestnik)
6. Instrumental (Orodnik)

##### Zahlen
- Einzahl (Ednina)
- Zweizahl (Dvojina)
- Mehrzahl (Množina)

##### Geschlechter
Wie im Deutschen gibt es die grammatischen Geschlechter Maskulin (männlich), Feminin (weiblich), und Neutrum (sächlich), die oft nicht mit dem natürlichen Geschlecht (Sexus) übereinstimmen.

##### Deklinationen
Es gibt elf Deklinationen mit bedeutenden Ausnahmen:
- 1. männliche Deklination, z. B. korak Schritt
- 2. männliche Deklination (männliche Nomen auf -a), z. B. vojvoda Herzog
- 3. männliche Deklination (männliche Initialwörter), z. B. OPEC
- 4. männliche Deklination (männliche substantivierte Adjektive), z. B. odgovorni Verantwortlicher

- 1. weibliche Deklination (Nomen auf -a), z. B. lipa Linde
- 2. weibliche Deklination, z. B. perut Flügel
- 3. weibliche Deklination (weibliche Initialwörter), z. B. ZRJ Bundesrepublik Jugoslawien
- 4. weibliche Deklination (weibliche substantivierte Adjektive), z. B. odgovorna Verantwortliche

- 1. sächliche Deklination, z. B. mesto Stadt
- 3. sächliche Deklination (sächliche substantivierte Verben), z. B. jesti Essen
- 4. sächliche Deklination (sächliche substantivierte Adjektive), z. B. belo Weiß

Es gibt keine zweite sächliche Deklination. Die angegebenen Beispiele sind die Musterwörter für jene Deklination.
Beispiel für die 1. Deklination: klobuk (Hut)
|              | Singular | Dual      | Plural   |
| ------------ | -------- | --------- | -------- |
| Nominativ    | klobuk   | klobuka   | klobuki  |
| Genitiv      | klobuka  | klobukov  | klobukov |
| Dativ        | klobuku  | klobukoma | klobukom |
| Akkusativ    | klobuk   | klobuka   | klobuke  |
| Lokativ      | klobuku  | klobukih  | klobukih |
| Instrumental | klobukom | klobukoma | klobuki  |

#### Adjektiv
Das Adjektiv steht unmittelbar vor dem Substantiv, auf das es sich bezieht, und stimmt mit ihm in Fall, Zahl und Geschlecht überein. Die Adjektivdeklination unterscheidet sich geringfügig von der der Substantive. Zudem unterscheidet das Slowenische bei manchen Adjektiven in der maskulinen Form des Nominativs zwischen bestimmten und unbestimmten Formen. Diese Verwendung entspricht ungefähr jener des unbestimmten und bestimmten Artikels im Deutschen: nov avto (neues Auto, unbestimmt) vs. novi avto ([das] neue Auto, bestimmt). In der Umgangssprache werden die bestimmten und unbestimmten Formen durch das Zahlwort en, ena, eno + unbestimmte Form (ein, eine) bzw. die Partikel ta + unbestimmte Form (dieser) ersetzt, die wie Artikel fungieren.

#### Artikel
Wie die meisten slawischen Sprachen ist auch Slowenisch eine artikellose Sprache. In der Umgangssprache existiert jedoch eine Art Artikel in Verbindung mit den unbestimmten Formen des Adjektivs: en nov kolega je prišel ('ein neuer Kollege ist gekommen'). Ebenso setzt man die Partikel ta mit der unbestimmten Form, wenn es um Bestimmtheit geht: ta nov kolega je simpatičen ('der neue Kollege ist sympathisch'). In der Schriftsprache müssen en und ta allerdings unbedingt weggelassen werden.

#### Verb
Im Slowenischen gibt es die Zeitformen:
- Gegenwart
- Vergangenheit
- Vorvergangenheit
- Zukunft

Wegen der Ähnlichkeit in der Bildung sei in diesem Zusammenhang auch der Konjunktiv erwähnt.
Um Abgeschlossenheit beziehungsweise Dauerhaftigkeit auszudrücken, bedient sich das Slowenische, ähnlich wie das Russische und andere slawische Sprachen, der Aspekttrennung. Slowenisch grenzt sich von den anderen südslawischen Sprachen insofern ab, als dass die Vergangenheitsformen Aorist und Imperfekt vollkommen verschwunden und durch das Perfekt in Kombination mit Aspekttrennung ersetzt worden sind. Einzig im Resianischen Dialekt ist der Aorist noch rudimentär erhalten geblieben.

## Wortschatz
Der Großteil des slowenischen Wortschatzes sind Erbwörter aus dem Altslawischen. Darüber hinaus hat das Slowenische, wie die meisten Sprachen Europas, zahlreiche Fremdwörter aus anderen Sprachen entlehnt, teilweise über das Deutsche oder andere vermittelnde Sprachen:
- Griechisch
  - Cona ['tsoːna] (über deutsch Zone, vgl. dagegen kroat. zona, serb. und russ. зона [z-] aus griech. ζώνη)
  - Kronologija (über deutsch Chronologie, vgl. dagegen serb. und russ. hronologija bzw. хронология  aus griech. χρονολογία)
- Latein
  - Literatura (daneben mit engerer Bedeutung književnost)
  - Cesar (von caesar): Kaiser
- Französisch
  - Amortizer (mit Endbetonung, von amortisseur): Stoßdämpfer
  - Bazen (mit Endbetonung, von bassin): Becken, Schwimmbecken
- Italienisch
  - Violončelo: Violoncello
  - Špageti: Spaghetti
- Deutsch
  - Krompir (von Grundbirn): Kartoffel (Erdapfel)
  - Nagelj (von Gewürznagel, historisch): Gewürznelke und Gartennelke
  - Kreg (umgangssprachlich) (von Krieg): Streit
  - Deka: Decke
  - Mušter: Muster
  - Glih: gleich
  - Ksiht: Gesicht
  - Šina: Schiene
  - Knof: Knopf
  - Poden: Boden
  - Luster: Luster
  - Pir: Bier
  - Špura: Spur
- Englisch
  - Šport: Sport (über Deutsch Sport)
  - Kombajn (von combine harvester): Mähdrescher
  - miting (von meeting)

In der Umgangssprache gibt es zahlreiche deutsche Lehnwörter, deren Gebrauch in der Schriftsprache vermieden wird, beispielsweise lojtra (= lestev) für Leiter, štenge (= stopnice) für Stiegen (Treppe), ravfank (= dimnik) für Rauchfang, Schornstein, aber auch neuere wie šravfenciger (= izvijač) für Schraubenzieher oder avspuh (= izpušna cev) für Auspuff.
Das Deutsche hat aus dem Slowenischen übernommen:
- Kren von hren.
- Jause von južina; Dieses Wort kann aber auch aus dem Serbischen/Kroatischen/Bosnischen ins Deutsche aufgenommen worden sein.
- Doline von dolina (das Tal); Dieses Wort kann aber auch aus dem Serbischen/Kroatischen/Bosnischen ins Deutsche aufgenommen worden sein.
- Polje (das Feld); Dieses Wort kann aber auch aus dem Serbischen/Kroatischen/Bosnischen ins Deutsche aufgenommen worden sein.
- Ponor (Schluckloch); Dieses Wort kann aber auch aus dem Serbischen/Kroatischen/Bosnischen ins Deutsche aufgenommen worden sein.

Daneben sind ins Kärntnerische einige slowenische Wörter eingegangen.
- die Einleitung einer Frage mit „a“ (a vastehst mi? a kummst heit?): im Slowenischen werden Fragesätze, die ein „ja“ oder „nein“ als Antwort verlangen, mit der unübersetzbaren Fragepartikel „ali“ (umgangssprachlich verkürzt zu „a“) eingeleitet.
- „Tscheafl“ („alter Schuh“), von „čevelj“ („Schuh“)
- „Tschreapm“ („Porzellangefäß“), von „črepinja“ („Scherbe“)
- „zwüln“ („schreien“), von „cviliti“
- „Strankalan“ („grüne Bohnen“), von altslowen. „strǫk“ (vgl. poln. strąk, „Hülse“), slowen. „strok“ („Hülse“, botanisch)

## Schrift

### Alphabet
Das slowenische basiert auf dem lateinischen Alphabet und weist die folgenden Buchstaben auf:
A, B, C, Č, D, E, F, G, H, I, J, K, L, M, N, O, P, R, S, Š, T, U, V, Z, Ž
Die Buchstaben Q, W, X, Y werden nur in fremdsprachigen Eigennamen und manchmal in Fremdwörtern verwendet. In der Regel werden Fremd- und Lehnwörter jedoch an die slowenische Schreibweise angepasst (z. B. menedžer, rizling, apartma, nivo).

### Aussprache
Slowenisch wird in Lateinschrift geschrieben, und die Ausspracheregeln sind in ihrer Schlichtheit mit Italienisch oder Latein vergleichbar.
Eine Schwierigkeit besteht darin, dass das Slowenische über einen freien Akzent verfügt, der sich auch in der Schreibung nicht niederschlägt. Dasselbe gilt für die unterschiedlichen Aussprachemöglichkeiten betonter Vokale, besonders des e und o.
Einige wichtige Unterschiede zum Deutschen in der Aussprache:
- č wie deutsches tsch in „klatschen“
- š wie deutsches sch in „schade“
- ž wie (französisches) g in „Garage“
- c wie deutsches z in „zeigen“ (niemals k!)
- s wie deutsches ß in „groß“
- z, stimmhaftes s, wie in Deutschland (nicht aber in Österreich) s in „sagen“, wie im Englischen „zero“ (niemals ts!)
- h wie deutsches ch in „Dach“
- v wie deutsches w in „wohnen“, am Silbenende, am Satzanfang vor Konsonant bzw. zwischen Vokal und Konsonant wie u
- l wird am Silbenende bzw. zwischen Vokal und Konsonant oft wie u gesprochen. Es gibt hier keine feste Regel, jedoch wird es in den männlichen Vergangenheitsformen (z. B. „bil“, „stal“) immer wie u, in Fremdwörtern (z. B. „kabel“ oder „admiral“) immer wie l gesprochen.
- e kann offen (wie ä) oder geschlossen, außerdem kurz oder lang, oder auch als Schwa (e in „Blume“) gesprochen werden, und alle Arten können betont sein.
- o kann offen oder geschlossen, außerdem kurz oder lang gesprochen werden, und alle Arten können betont sein.
- u und i sind immer geschlossen, können aber, ebenso wie a, kurz oder lang sein.
- Die verschiedenen Aussprachevarianten der Vokale werden nicht orthographisch wiedergegeben.

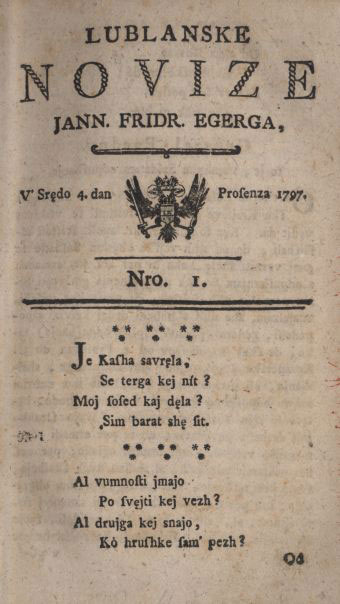
Lublanske novice, 4. Januar (prosinec) 1797. Verwendet wird einheitlich L in Lublana (= Ljubljana), savręla (zavrela „aufgekocht“), dęla („arbeitet“). Auch heute wird regional nicht zwischen lj und l unterschieden.

Die Buchstabenkombinationen lj und nj werden im modernen Standardslowenischen als [l] und [n] ausgesprochen, wenn kein Vokal folgt. Folgt ein Vokal, wird zusätzlich ein j gesprochen. Beispiel: Nominativ Kranj [kran] und Genitiv Kranja [kranja]. Anders als im Serbischen und Kroatischen werden l bzw. n und j als getrennte Buchstaben gezählt. Slowenisch unterscheidet sich hier vom B/K/S, wo lj und nj Digraphen für die palatalen Laute ʎ und ɲ sind. Gleiches gilt für die im B/K/S als Digraph dienende Buchstabenkombination dž, die im Slowenischen nur in Lehnwörtern (džezva „Metallkännchen zum Kaffeekochen“, džungla „Dschungel“) und zusammengesetzten Wörtern (odžagati „absägen“) vorkommt beziehungsweise, wo der durch Assimilation entstandene Laut dʒ durch č wiedergegeben wird (učbenik „Lehrbuch“, kroatisch udžbenik mit Digraph). In einem Großteil der slowenischen Mundarten sind die südslawischen Laute ʎ und ɲ mit l (in Gänze) beziehungsweise – teilweise – mit n zusammengefallen, weshalb etwa Ljubljana regional wie Lublana gesprochen wird. Eine solche Aussprache zeigt sich auch in der Orthographie älterer slowenischer Texte. Die an das Serbische und Kroatische angelehnte Schreibung mit lj und nj wurde mit der Gajica von Ljudevit Gaj eingeführt.
Ähnlich wie in anderen slawischen Sprachen gibt es Wörter, die wegen eines silbenbildenden r scheinbar nur aus Konsonanten bestehen, etwa prt „Tuch“. Jedoch geht einem solchen r anders als im Serbischen oder Kroatischen in der Aussprache ein Schwa voran: prt wird also [pərt] gesprochen (vgl. auch die bekannte kroatische Insel Krk, slowenisch [kərk]; kroatisch gesprochen [kṛk], also ohne Vokal).
Das „l“ und das „lj“ tragen nie den Silbenton. Deshalb ist das Wort čmrlj („Hummel“) einsilbig und umrl („gestorben[er]“) zweisilbig.
Das „v“ wird im Anlaut vor stimmlosen Konsonanten als stimmloser labiovelarer Frikativ [ʍ] gesprochen, z. B. in vprašanje („Frage“) oder všeč („gefällig“), ebenso im Wort v („in“) vor stimmlosen Konsonanten. Umgangssprachlich klingt es jedoch meist als [u], [w] oder als [və] (deutsches „w“ mit folgendem Schwa).
Die Präpositionen v, z/s und k/h sind Klitika, die mit dem nachfolgenden Nomen als ein Wort gesprochen werden. Umgangssprachlich ist allerdings oft ein Schwa und folgender stimmloser glottaler Plosiv zu hören (glottal stop, im Deutschen allgemein üblich).

## Beispiele
| Slowenisch | Deutsch |
| --- | --- |
| Vsi ljudje se rodijo svobodni in imajo enako dostojanstvo in enake pravice. Obdarjeni so z razumom in vestjo in bi morali ravnati drug z drugim kakor bratje. | Alle Menschen sind frei und gleich an Würde und Rechten geboren. Sie sind mit Vernunft und Gewissen begabt und sollen einander im Geist der Brüderlichkeit begegnen. |